# 博伊谷地的罗马式教堂建筑
博伊谷地的罗马式教堂建筑是位于伊比利亚半岛东北部加泰罗尼亚拉瓦利德沃伊市附近的罗马式教堂建筑群。2000年，这里的9座教堂被联合国教科文组织列为世界文化遗产。

## 概要
博伊谷地位于西班牙东北部加泰罗尼亚自治区的比利牛斯山区，周围被陡峭的群山环抱。山谷中的每一个乡村都有一个罗马式教堂，在乡村周围则是按照一定形式构成的封闭区域。在谷底的山坡上有许多历史悠久的放牧场。

## 世界遗产
被联合国教科文组织列为世界遗产的9座教堂：
| 编码    | 名称               | 地点           | 坐标                                              |
| ------- | ------------------ | -------------- | ------------------------------------------------- |
| 988-001 | 圣费利乌教堂       | 拉瓦利德沃伊市 | 42°30′17.2″N 0°48′13.1″E / 42.504778°N 0.803639°E |
| 988-002 | 圣胡安·德·博伊教堂 | 博伊村         | 42°31′41.7″N 0°50′01.0″E / 42.528250°N 0.833611°E |
| 988-003 | 圣玛丽亚教堂       | 陶尔村         | 42°31′01.4″N 0°51′03.4″E / 42.517056°N 0.850944°E |
| 988-004 | 圣克莱门特教堂     | 陶尔村         | 42°30′59.6″N 0°50′59.4″E / 42.516556°N 0.849833°E |
| 988-005 | 圣母升天教堂       | 科尔村         | 42°26′35.3″N 0°44′43.9″E / 42.443139°N 0.745528°E |
| 988-006 | 圣玛丽亚教堂       | 卡尔代村       | 42°29′03.8″N 0°46′36.3″E / 42.484389°N 0.776750°E |
| 988-007 | 圣诞教堂           | 杜罗村         | 42°30′09.9″N 0°49′19.1″E / 42.502750°N 0.821972°E |
| 988-008 | 圣克尔斯庵         | 杜罗村         | 42°30′08.6″N 0°49′25.3″E / 42.502389°N 0.823694°E |
| 988-009 | 圣欧拉利亚教堂     | 拉瓦尔村       | 42°31′49.6″N 0°49′55.8″E / 42.530444°N 0.832167°E |

## 图集

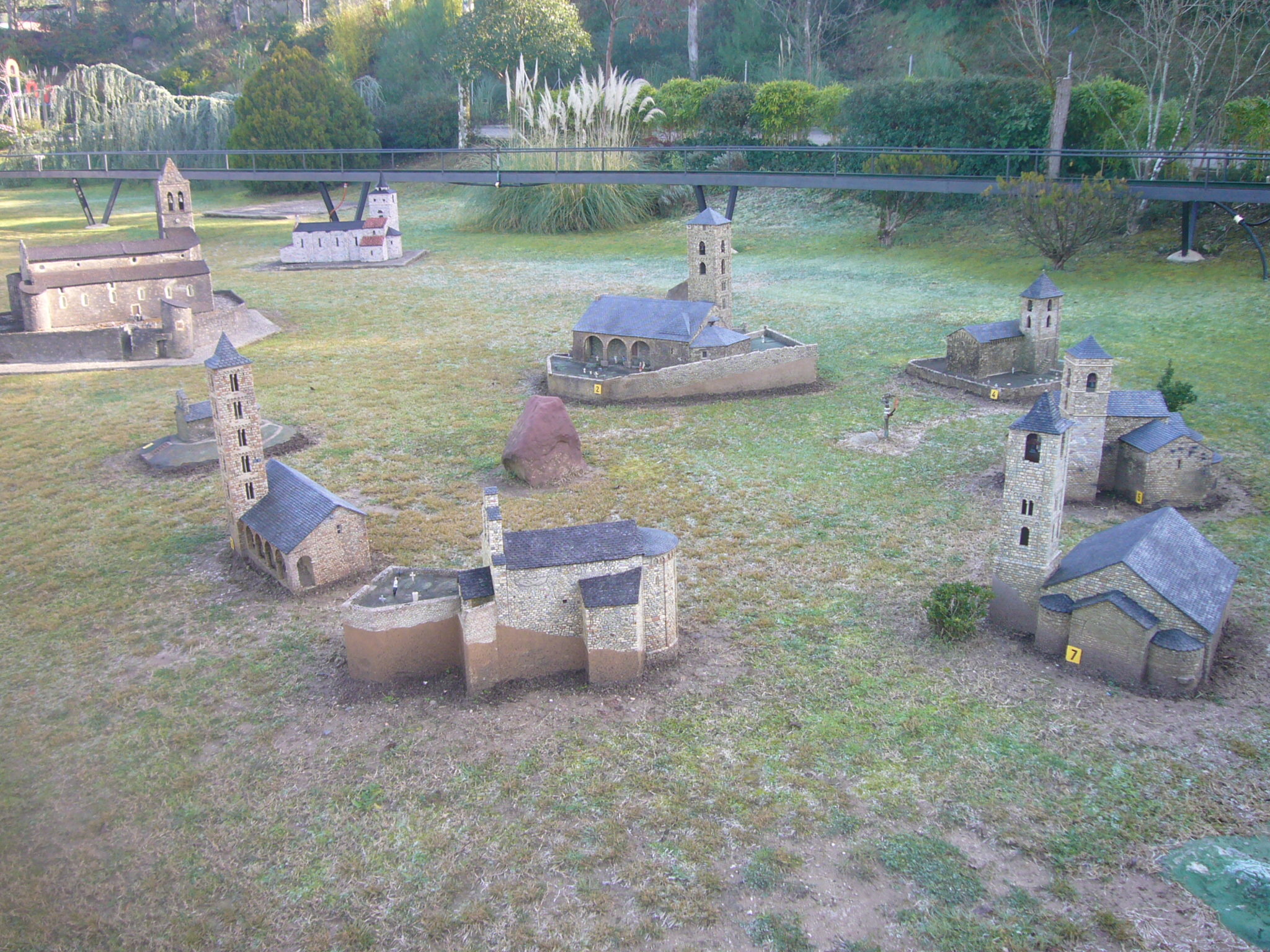
位于加泰罗尼亚迷你村的模型
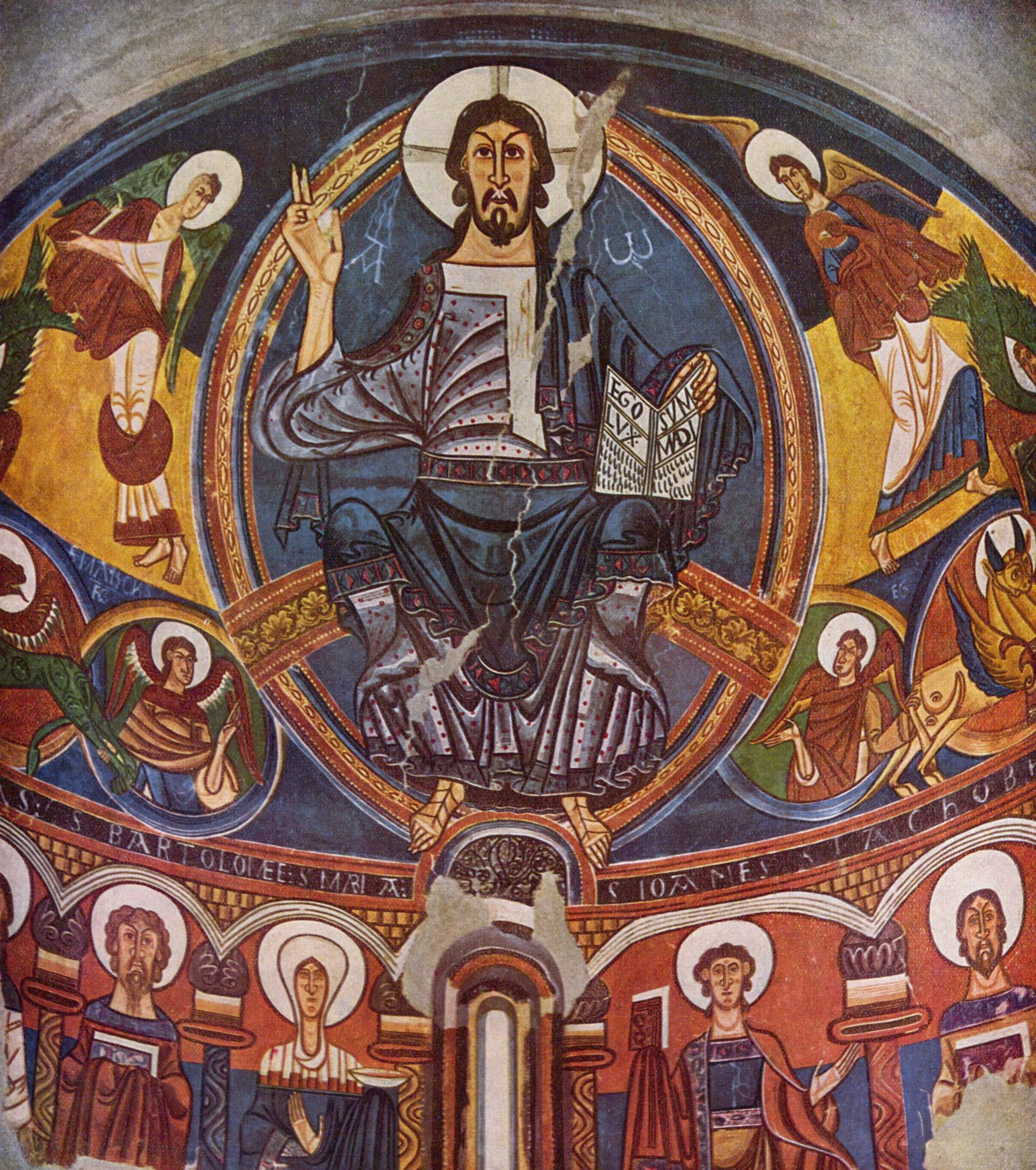
基督普世君王
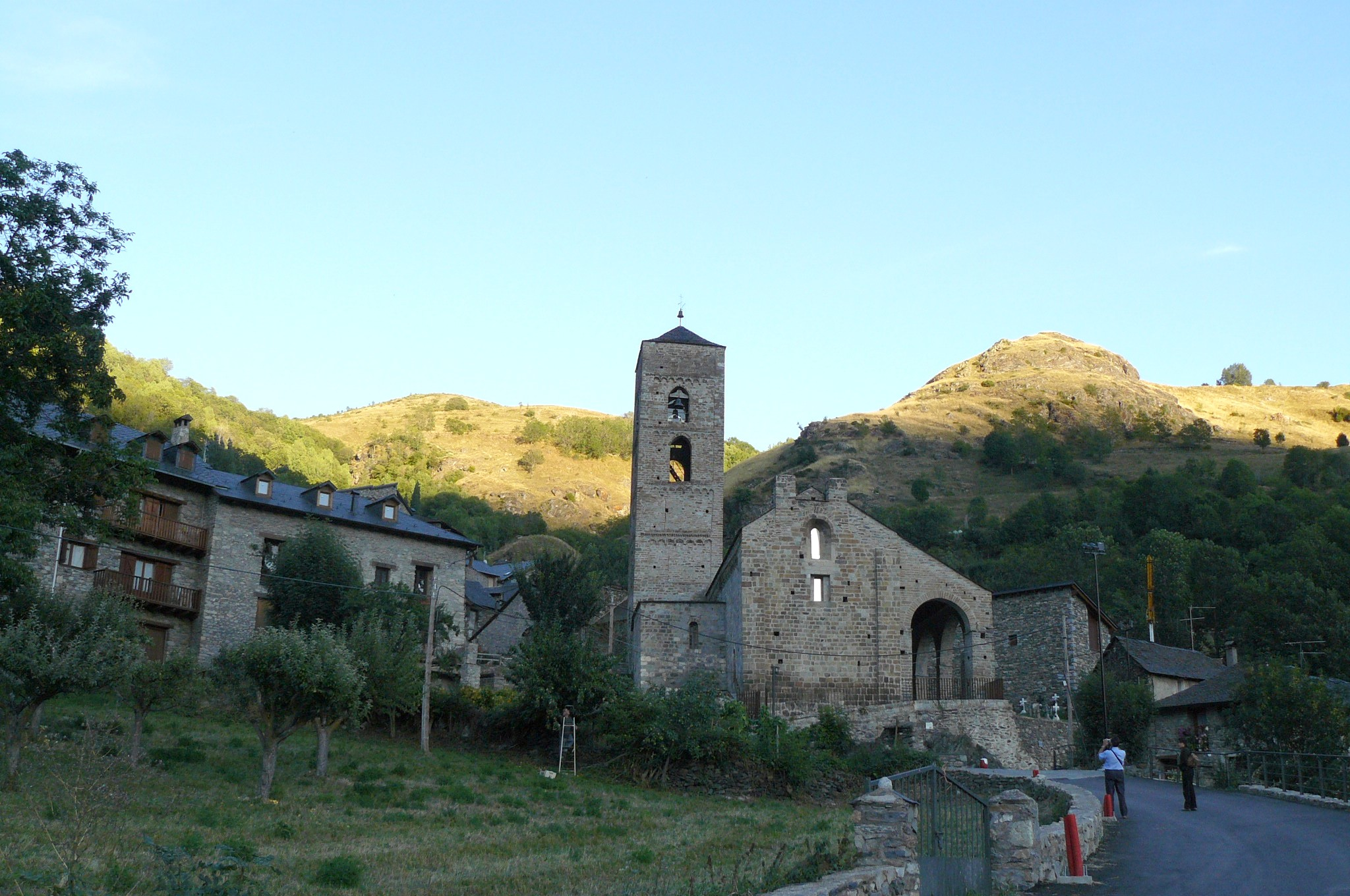
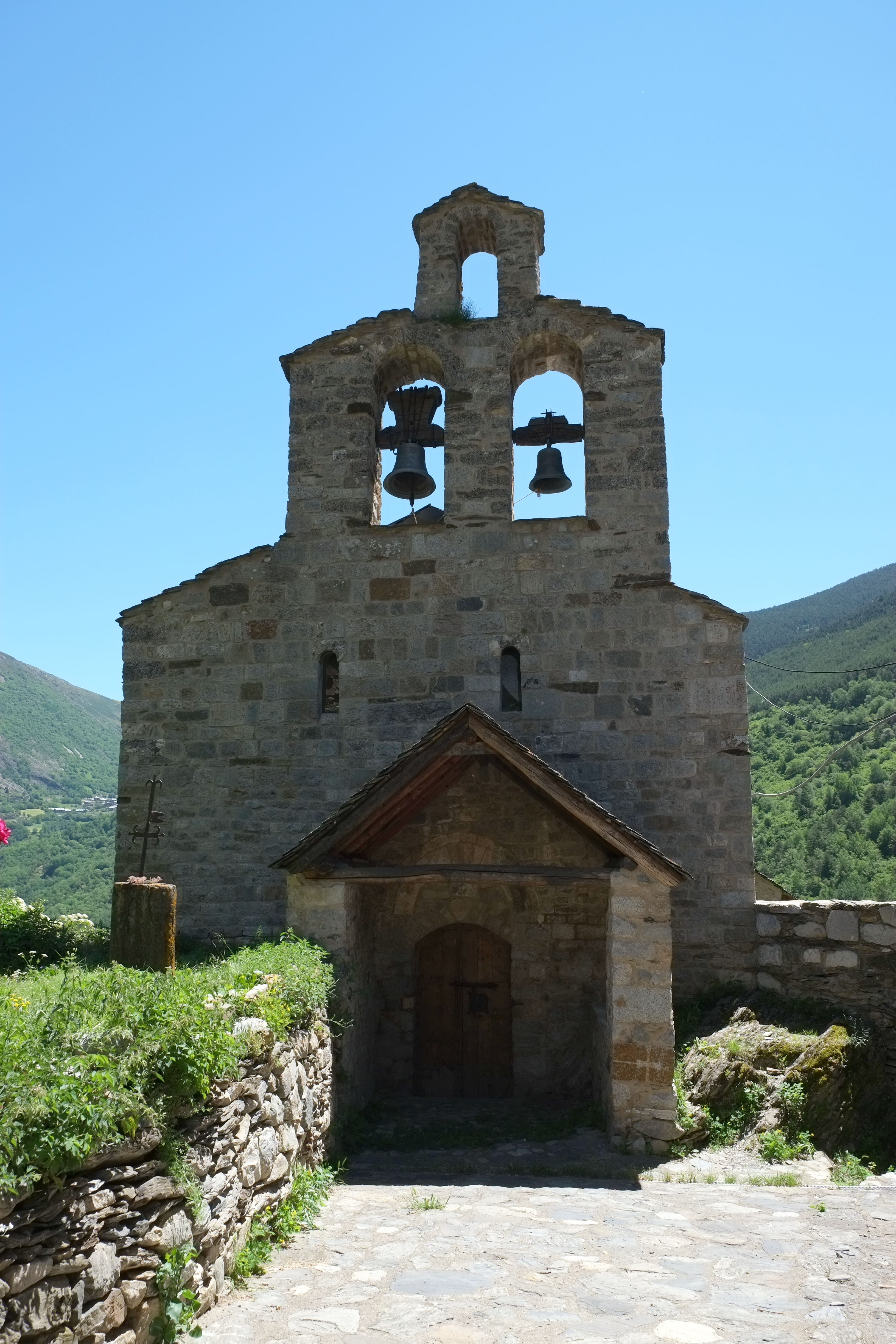
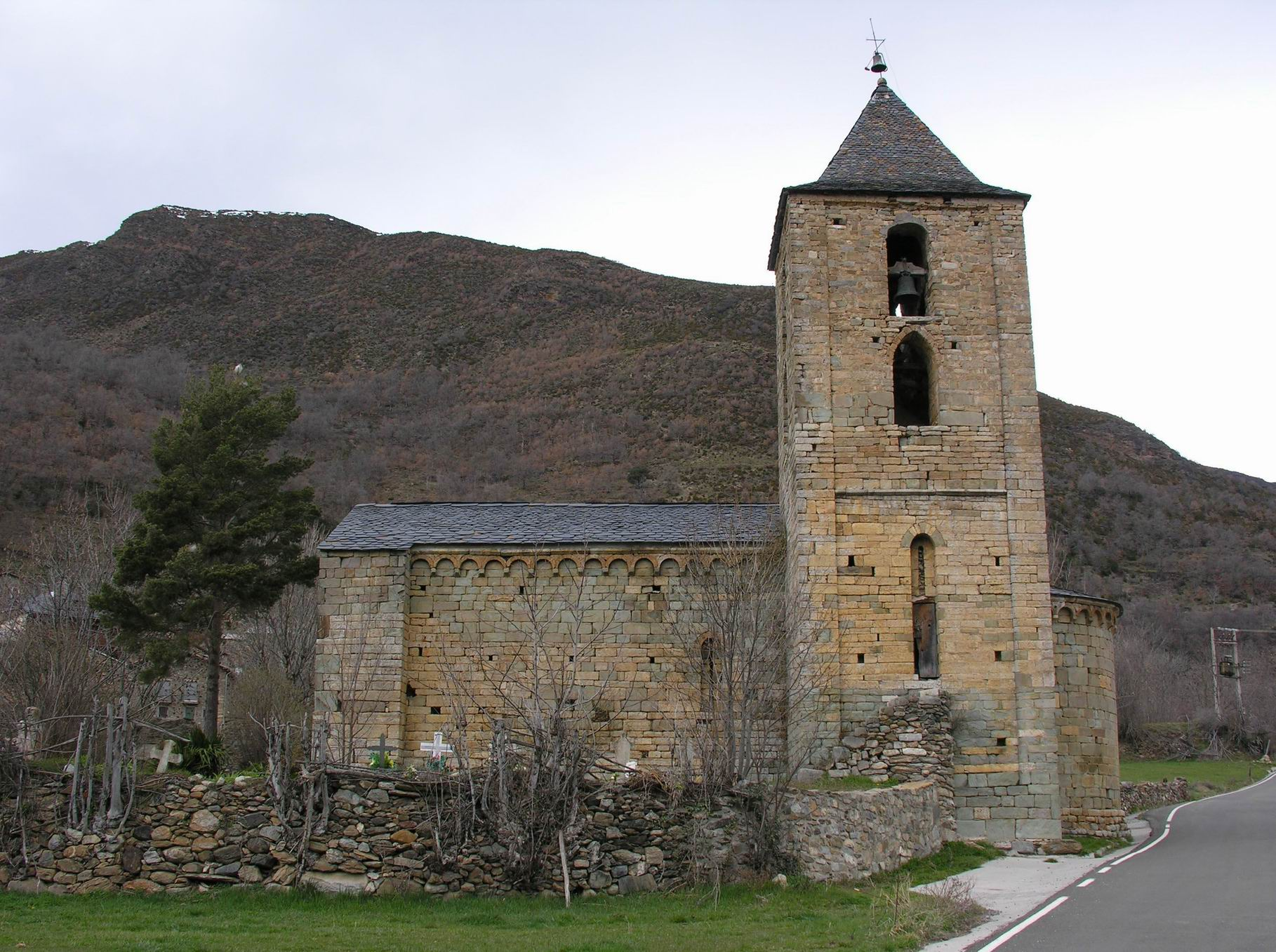